# Söderhavsstare
Söderhavsstare (Aplonis tabuensis) är en fågel i familjen starar inom ordningen tättingar.

## Utseende och läte
Söderhavsstare är en liten till medelstor stare med mörk ovansida och ljus sida med långa längsgående beigefärgade eller grå streck. Den har också en tydligt ljus eller vit vingpanel. Ögat är vanligen ljust, dock mörkt i östra Fiji och södra Tonga. Samoastaren är mycket större och mer enfärgad, medan rostvingad stare är ljusare ovan med mörkt öga. Båda arterna saknar ljus vingpanel. Vanligaste lätet är ett ljust och upprepat "twee-wee".

## Utbredning och systematik
Söderhavsstare har en vid utbredning i övärlden i Stilla havet, från sydöstra Melanesien i Temotu österut genom södra Polynesien. Den utdelas in i tolv underarter med följande utbredning:
- tabuensis-gruppen
  - Aplonis tabuensis tabuensis - förekommer i södra Tonga och Lauöarna
  - Aplonis tabuensis tenebrosa - förekommer på Keppel och Boscawenöarna (centrala Polynesien)
  - Aplonis tabuensis nesiotes - förekommer på Niuafo'ou (centrala Polynesien)
  - Aplonis tabuensis brunnescens - förekommer på Niue (Cooköarna)
  - Aplonis tabuensis vitiensis - förekommer på Fijiöarna
  - Aplonis tabuensis fortunae - förekommer på Futuna, Alofa, Uea och Horneöarna (centrala Polynesien)
  - Aplonis tabuensis rotumae - förekommer i Rotuma (Fiji)
  - Aplonis tabuensis tucopiae - förekommer i Tukopia (Salomonöarna öster om Santa Cruzöarna)
  - Aplonis tabuensis pachyrhampha - förekommer på Reef, Swallow och Tinakula (Santa Cruzöarna)
  - Aplonis tabuensis brevirostris - förekommer på Samoa
  - Aplonis tabuensis tutuilae - förekommer på Tutuila (Amerikanska Samoa)
- Aplonis tabuensis manuae - förekommer i Manuaöarna (Amerikanska Samoa)

## Status
Arten är vida spridd, men det totala utbredningsområdet är relativt litet. Beståndsutvecklingen är oklar. IUCN kategoriserar arten som livskraftig.

## Bilder

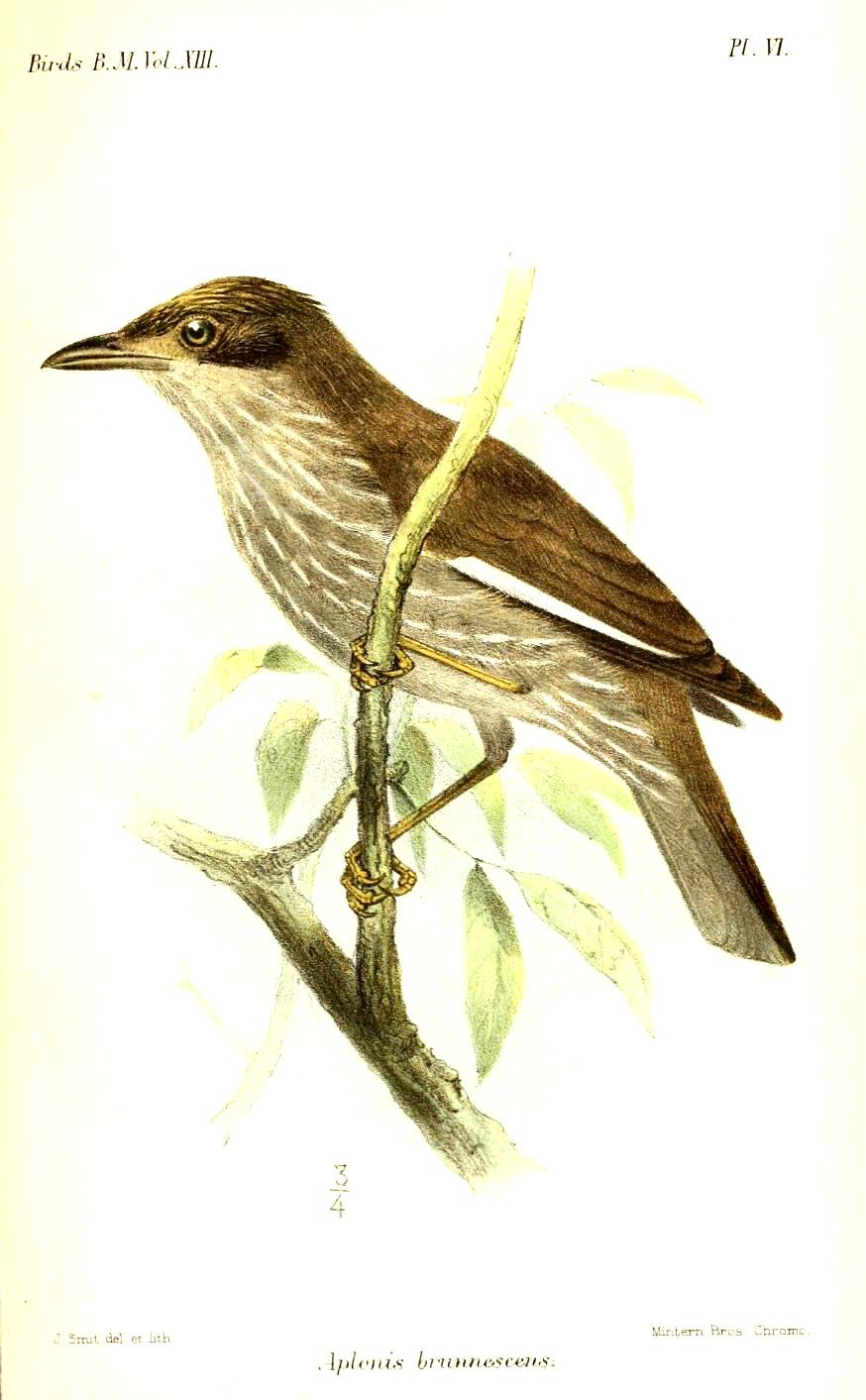
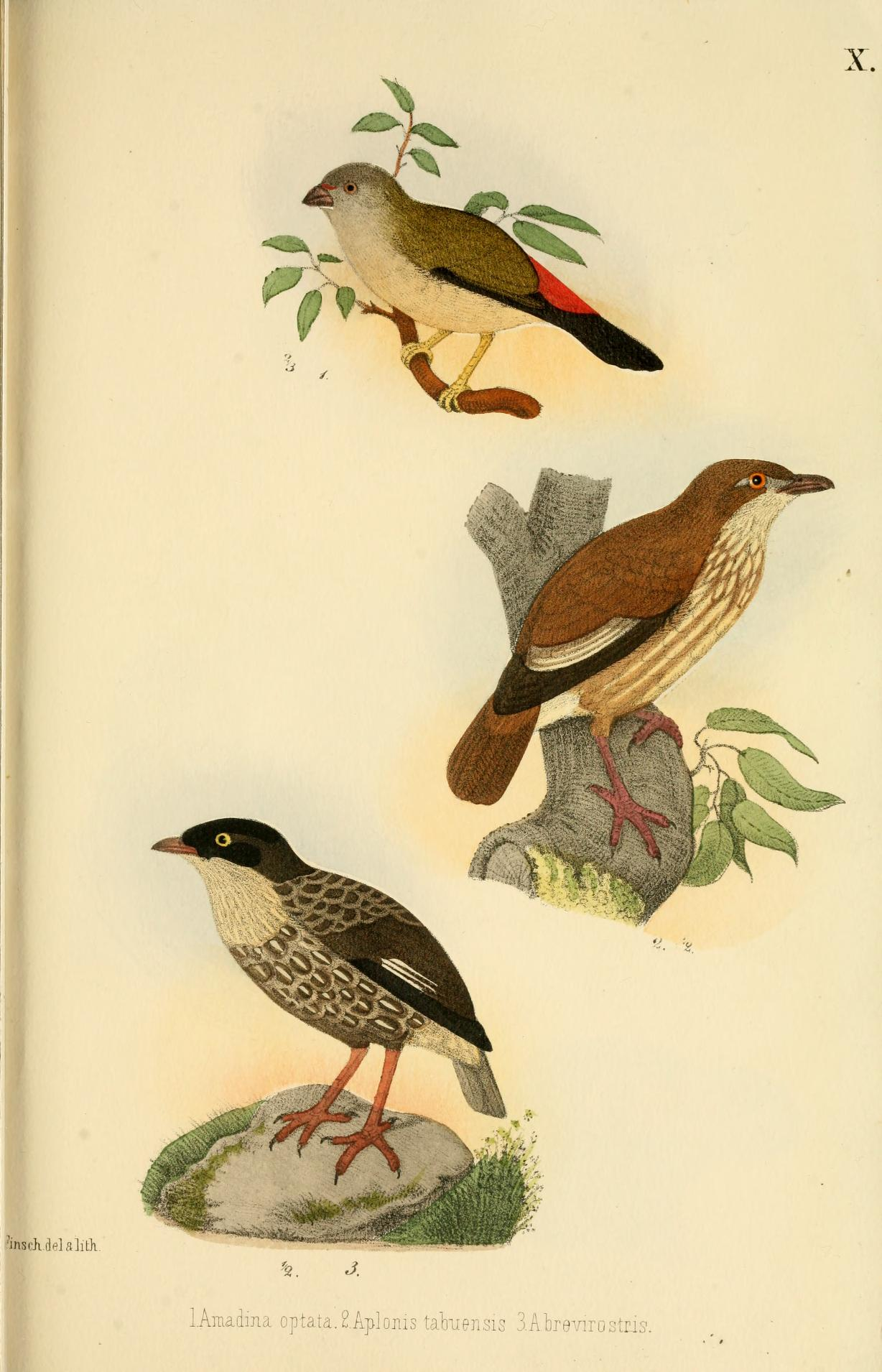
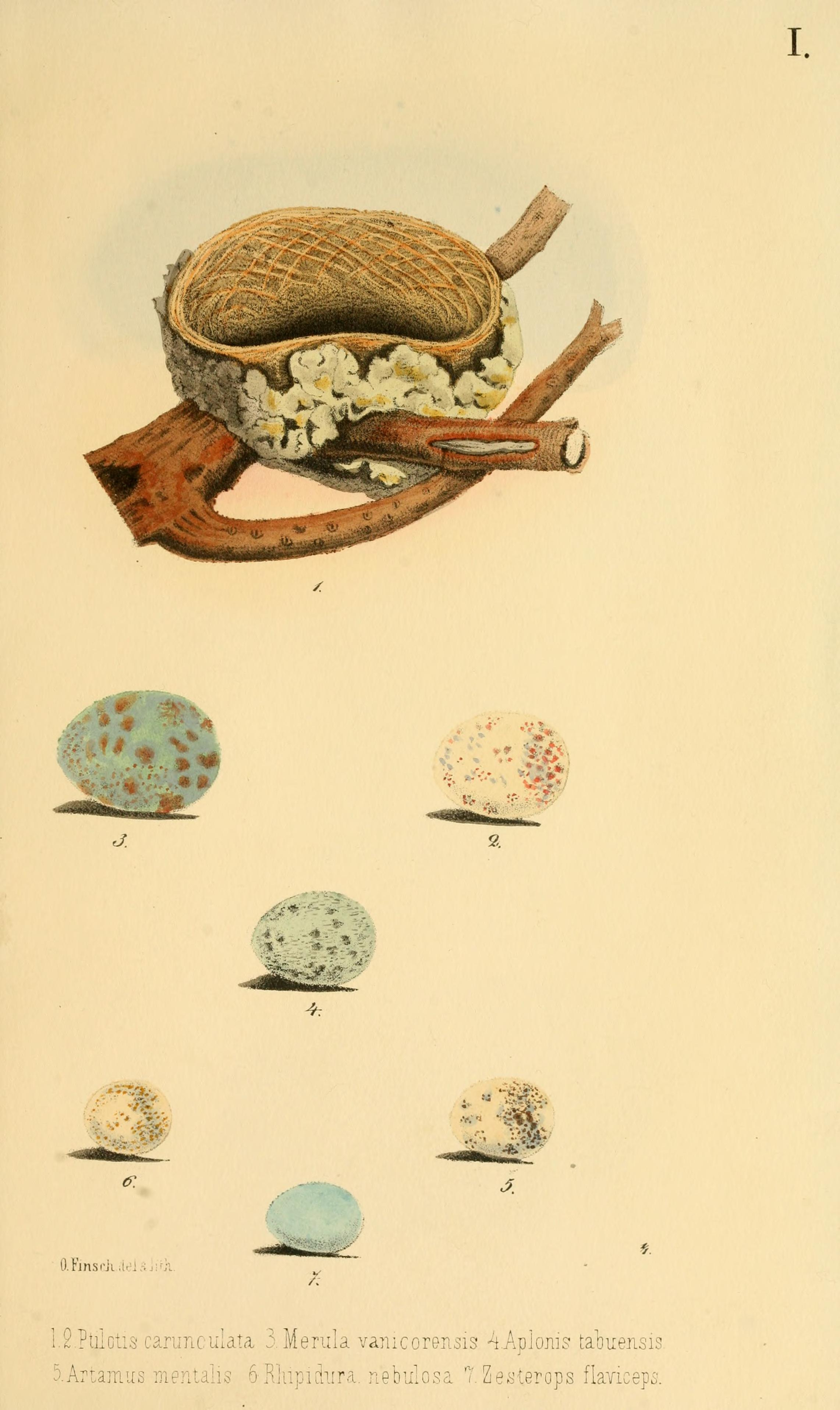
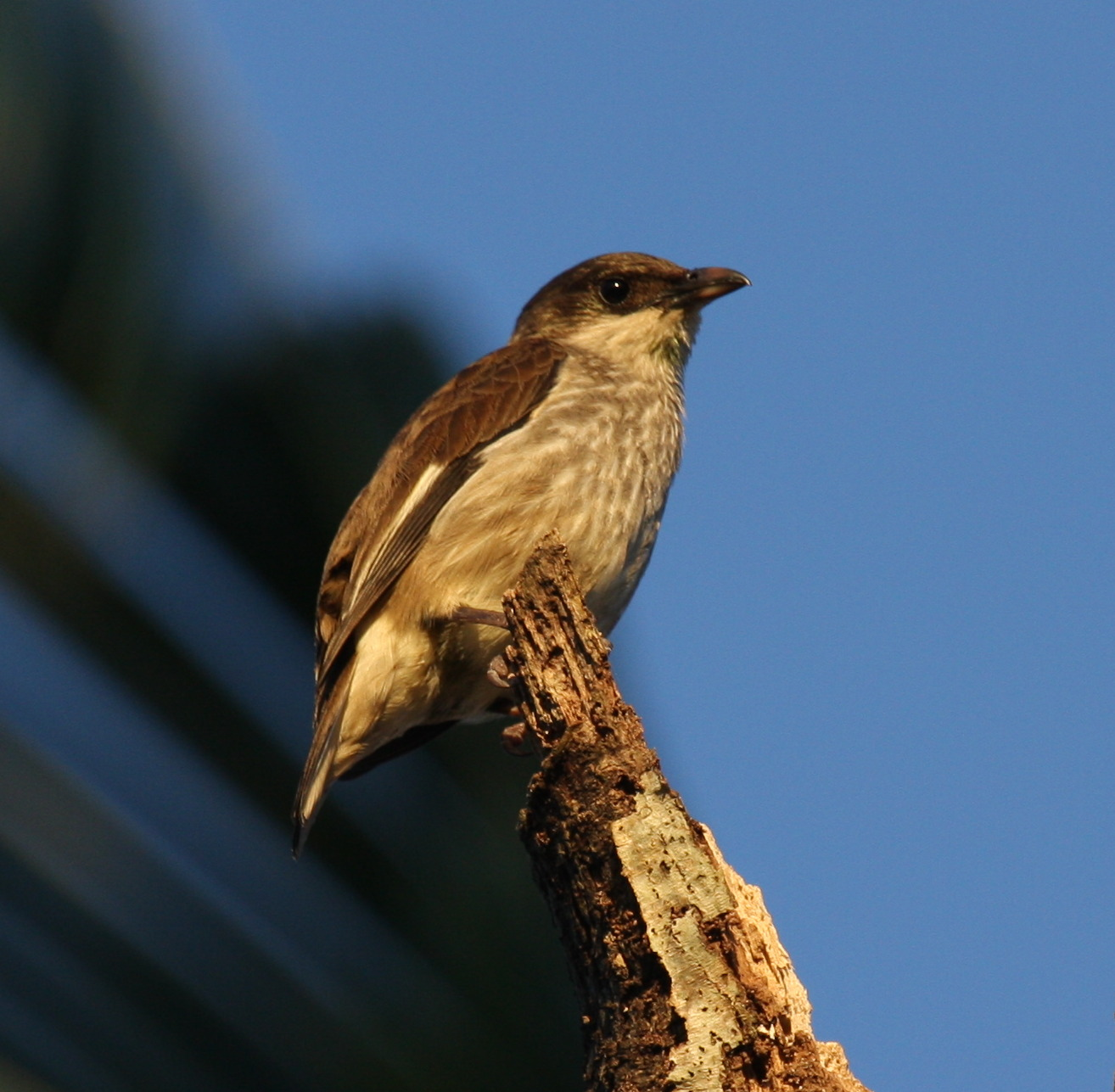